# Phyllonorycter orientalis
Phyllonorycter orientalis là một loài bướm đêm thuộc họ Gracillariidae. Loài này có ở Nhật Bản (Hokkaido và Kyusyu), vùng Viễn Đông Nga và Đài Loan.
Sải cánh dài 5.5–6 mm.
Ấu trùng ăn Acer species, bao gồm Acer mono, Acer palmatum và Acer carpinifolium. Chúng ăn lá nơi chúng làm tổ. The mine is situated on the lower surface of the leaf.